# Timon & Pumbaa's Jungle Games
Timon & Pumbaa's Jungle Games (укр. Джуглеві ігри Тімона та Пумби) — відеогра 1995 року, розроблена 7th Level і видана Disney Interactive Studios. Вона була випущена в 1995 році для Microsoft Windows під брендом «Disney Gamebreak». Порт для Super Nintendo Entertainment System, розроблений Tiertex і виданий THQ, був випущений у Північній Америці та на територіях регіону PAL у листопаді 1997 та березні 1998-го відповідно. Гру можна інсталювати на Windows 3.1, 95, 98 або пізніших версіях.

## Ігри
Timon and Pumbaa's Jungle Games складається з п'яти міні-ігор за участю Тімона та Пумби, а також інших тварин із мультфільма «Король Лев». Вони включають: Jungle Pinball (гра в пінбол, у якій дошка заповнена тваринами замість бамперів), Burper (стрілялка, де використовується відрижка Пумби), Hippo Hop (концепція, подібна до Frogger), Bug Drop (на основі Puyo Puyo) і Slingshooter (гра в рогатку), доступні безпосередньо з меню. Міні-ігри нескінченні, де гравці намагаються перевершити свої рекорди. У версії для SNES відсутній Bug Drop, оскільки консоль має власний порт Puyo Puyo у вигляді Kirby's Avalanche.

## Озвучування
- Ерні Сабелла в ролі Пумби
- Кевін Шон — Тімон